# Schopfkapuzineraffe
Der Schopfkapuzineraffe (Sapajus robustus, Syn.: Cebus apella cay) ist eine Primatenart aus der Familie der Kapuzinerartigen innerhalb der Neuweltaffen, die nur in einem kleinen Gebiet im östlichen Brasilien vorkommt.

## Verbreitung

Verbreitungskarte

Sein kleines Verbreitungsgebiet liegt im Südosten des brasilianischen Bundesstaates Bahia und reicht über Espírito Santo bis zum Bergland der Serra do Espinhaço in Minas Gerais.

## Merkmale
Der Schopfkapuzineraffe erreicht ein Gewicht von 1,3 bis 4,8 kg, hat eine Kopf-Rumpf-Länge von 42 bis 56 cm (Männchen) bzw. 33 bis 44 cm (Weibchen) und einen 43 bis 56 cm langen Schwanz. Das Rückenfell, Arme und Beine, Hände und Füße sind dunkelbraun bis schwärzlich, die Bauchseite rötlich oder gelblich. Das Gesicht ist dunkelgrau, auf Vorderkopf und Schläfen finden sich einige weißlichen Haare. Der für die Gattung Sapajus charakteristische Haarschopf ist konisch. Ein auffälliger Geschlechtsdimorphismus besteht nicht.

## Lebensweise
Der Schopfkapuzineraffe lebt in sommerfeuchten Wäldern, in der Caatinga, in Waldinseln in der Cerrado-Region und in Bahia auch in Resten des Atlantischen Regenwaldes. Über seine Ernährung ist nichts genaueres bekannt. Wie andere Kapuzineraffen wird er sich von Früchten, Samen, Blüten, kleinen Wirbeltieren, Käfern und anderen Wirbellosen ernähren. Er lebt in Gruppen von acht bis zehn Tieren, mit einem bis drei Männchen, Weibchen und Jungtieren. Kleinere Gruppen sind wahrscheinlich das Resultat von Bejagung.

## Systematik
Der Schopfkapuzineraffe wurde 1820 den deutschen Zoologen Heinrich Kuhl unter der wissenschaftlichen Bezeichnung Cebus robustus erstmals beschrieben. Die Terra typica ist das nördlich des Rio Mucuri gelegene Felsmassiv Morro da Arara im Bundesstaat Minas Gerais.
Mit der Teilung der Kapuzineraffen in zwei Gattungen wurde der Schopfkapuzineraffe in die Gattung der Gehaubten Kapuziner (Sapajus) gestellt, deren innere Systematik immer noch nicht vollständig geklärt ist. Der Schopfkapuzineraffe gehört jedoch zu den drei Arten, die sich nicht nur äußerlich von den anderen Gehaubten Kapuzineraffen unterscheiden, sondern die auch molekulargenetisch eindeutig von anderen Gehaubten Kapuzinern getrennt sind.

## Gefährdung
Aufgrund des kleinen Verbreitungsgebietes, der Bejagung und der Umwandlung ihres Lebensraumes zu land- und forstwirtschaftlichen Zwecken wird die Art von der IUCN als stark gefährdet (Endangered) gelistet.